# Удмуртський державний університет
Удму́ртський держа́вний університе́т (УдДУ) — головний університет Удмуртської Республіки, Росія, розташований в столиці республіки — Іжевську.

## Історія
Університет був заснований 10 квітня 1931 року як Удмуртський державний педагогічний інститут (УДПІ). В 1958 році інституту було надано право створити аспірантуру та підвищено з третьої категорії в другу. 19 квітня 1971 року наказом Міністерства вищої та середньої спеціальної освіти СРСР № 323 йому було надано статус університету.

## Структура
Факультети:
- Історичний факультет
- Філологічний факультет
- Факультет удмуртської філології
- Педагогічний факультет фізичної культури
- Факультет соціології та філософії
- Факультет журналістики
- Факультет професійної іноземної мови
- Географічний факультет
- Болого-хімічний факультет
- Математичний факультет
- Фізичний факультет
- Факультет інформаційних технологій та обчислюваної техніки
- Факультет медичної біотехнології

Інститути:
- Інститут педагогіки, психології та соціальних технологій
- Інститут мистецтв та дизайну
- Інститут іноземних мов та літератури
- Інститут соціальних комунікацій
- Інститут права, соціального управління та безпеки
- Інститут економіки та управління
- Інститут цивільної оборони

## Ректори
- 1948—1972 — Бабін Михайло Павлович

## Випускники
- Алієв Алі Вейсович (1977) — інженер-механік, доктор фізико-математичних наук, професор
- Яшин Петро Михайлович — удмуртський журналіст.

## Працівники
- Арбатський Дмитро Йосипович (1954—1991) — мовознавець, доктор філологічних наук, професор, спеціаліст з лексикології та семасіології, доцент, старший викладач, старший науковий співробітник, завідувач кафедрою російської мови
- Бабін Михайло Павлович (1936—1978) — педагог, організатор вищої освіти, доцент, заслужений вчитель РРФСР, старший викладач кафедри фізики, декан фізико-математичного факультету, старший викладач фізико-математичного факультету, директор та ректор УдДУ, доцент кафедри загальної фізики